# Weißenborn (Assia)
Weißenborn è un comune tedesco di 952 abitanti situato nel land dell'Assia.